# Neocallichirus vaugelasi
Neocallichirus vaugelasi is een tienpotigensoort uit de familie van de Callianassidae. De wetenschappelijke naam van de soort is voor het eerst geldig gepubliceerd in 2011 door Dworschak.